# Elán (hudební skupina)
Elán je slovenská pop-rocková hudební skupina, v čele s baskytaristou a zpěvákem Jozefem „Jožem“ Rážem. Založena byla roku 1968 další výraznou osobností slovenské hudby, Václavem „Vašem“ Patejdlem, který dlouhou dobu tvořil s Rážem nerozlučnou dvojici (v r. 1985 Patejdl odešel na samostatnou dráhu, z níž se o jedenáct let později do Elánu vrátil). Partička 14letých kluků začala hrát po různých klubech, restauracích a získávala si postupně renomé. Do povědomí veřejnosti se dostala začátkem 80. let, když na největší československé hudební soutěži Bratislavská lyra '80 získala Stříbrnou lyru se svou skladbou Kaskadér. V letech 1981–1991 vydal Elán deset velice úspěšných alb a vypracoval se na jednu z předních skupin Československa.
Mezi největší hity skupiny patří písně Láska moja, Zanedbaný sex, Neviem byť sám, Kočka, Aj keď bez peňazí, Zaľúbil sa chlapec, Amnestia na neveru, Nie sme zlí, Jedenáste prikazanie, Smrtka na Pražskom orloji, Tanečnice z Lúčnice, Sestrička z Kramárov, Stužková, Človečina, Neobzerajte sa pani Lótová a další. K některým písním byly natočeny na tu dobu nevšední videoklipy. Výjimečný byl i propracovaný grafický styl alb, včetně loga skupiny: „Bubáka“ s vyplazeným jazykem (navrhl jej karikaturista Alan Lesyk).
Přes vážnou nehodu, kterou Jožo Ráž utrpěl r. 1999, je Elán dodnes aktivní, vyprodává koncerty – např. v Praze na Letenské pláni se v roce 2003 účastnilo obřího koncertu cca 75 000 diváků; v roce 2010 byla úplně vyprodána O2 arena (cca 11 000 diváků) atd. V září 2007 se skupině podařilo prorazit i ve Spojených státech, když vystupovala v Carnegie Hall.
Dne 19. srpna 2023 zemřel po krátké těžké nemoci klávesista, zpěvák a zakládající člen skupiny Vašo Patejdl.

## Historie
Elán zpočátku fungoval jako víceméně volná formace, se kterou spolupracovali i další hudebníci. Hrávali ve středoškolských a vysokoškolských klubech v Bratislavě, později v zahraničí: v Tunisku, Bulharsku a Švédsku. První známé původní skladby skupiny Elán byly „Semafór“, „Dám ti všetko, čo mám“ a „Ponúkam“ nebo úspěšný pokus Vaša Patejdla, skladba s názvem „Bláznivé hry“, se kterou kapela vystoupila na Bratislavské lyře v roce 1979. Vašo Patejdl tehdy získal cenu za nejlepší aranžmá.
Do širšího povědomí veřejnosti se kapela dostala v roce 1980 poté, co na Bratislavské lyře získala stříbrné ocenění s písní „Kaskadér“. V průběhu 80. let kapela zaujala publikum hlavně svou původní slovenskou tvorbou. Významnou změnou v její historii byl příchod Jána Baláže ze skupiny Modus a spolupráce na koncipovaných studiových albech s textaři, jako byl Boris Filan, nebo výtvarná zpracování vizualizace alb a hudebních projektů včetně loga skupiny, známého Bubáka s vyplazeným jazykem od Alana Lesyka. Jejich debutovým albem byl Ôsmy svetadiel z roku 1981, po něm následovala alba Nie sme zlí, Elán 3, Hodina slovenčiny. Skladby z tohoto období – jako „Tuláci v podchodoch“, „Človečina“, „Stužková“, „Zaľúbil sa chlapec“ či „Kráľovná bielych tenisiek“ – patří stále do repertoáru nejen koncertů skupiny Elán, ale i repertoáru hudebníků na různých příležitostných společenských akcích na Slovensku.
V roce 1985 od skupiny odcházejí Zdeno Baláž, Vašo Patejdl a Juraj Farkaš. Ján Baláž spolu s Jožem Rážem doplnili sestavu skupiny bubeníkem Gabrielem Szabó a klávesistou Martinem Karvašem. Tato sestava zahájila druhou etapu působení kapely v roce 1986 a v následujících čtyřech letech vydala čtyři studiová alba: Detektívka, Neviem byť sám, Nebezpečný náklad (se sérií videoklipů) a Rabaka, ke kterému byl natočen stejnojmenný film, na jehož scénáři se s Borisem Filanem podílel i režisér Dušan Rapoš. Z tohoto období pocházejí hity skupiny jako „Tanečnice z Lúčnice“, „Detektívka“, „Ver mi“, „Nebezpečný náklad“. V roce 1988 byly vydány na jednom singlu skladby „Smrtka na Pražskom orloji“ a „Dresy“. Jožo Ráž nazpíval s Petrem Nagyem skladbu „Psi sa bránia útokom“. Z projektu Rabaka vzešly skladby jako „Od Tatier k Dunaju“, „Van Goghovo ucho“ či „Čaba, neblázni“. Koncem roku 1989 ze skupiny Szabó s Karvašem odešli.
Začátkem 90. let se skupina obnovuje ve složení Jožo Ráž, Ján Baláž, Peter Farnbauer, Ľubomír Horňák a Juraj Kuchárek. Tato sestava nahrála alba Netvor z čiernej hviezdy Q7A a několik reedic svých hitů pod názvem Legenda. Z tohoto období pocházejí hity jako jsou „Bosorka“, „Sestrička z Kramárov“, „Hostia z inej planéty“, „Pištoľ“, „Modlitba pre dva hlasy“ a „Amnestia na neveru“. V roce 1996 se do kapely vrací Vašo Patejdl a skupina ohlašuje nahrávání nového alba, které vychází pod názvem Hodina pravdy („Anna Mária“, „Odkazovač“, „Hey, hey zlato“). Po motocyklové havárii Joža Ráže byla v letech 2002 a 2003 vydána další dvě komerčně úspěšná alba Elán 3000 a Tretie oko. Na podzim 2010 bylo po sedmi letech vydáno další studiové album Anjelská daň.
Elán v rámci československé hudební scény vyprodukoval řadu hitů a má za sebou několik ocenění i ve veřejných anketách popularity, jako jsou umístění v mnoha ročnících československé a později jen slovenské ankety Slávik. Značka Elán patří mezi ty, jež dodnes dokáží vyprodat v Česku a na Slovensku největší koncertní pódia. Na koncertě na pražské Letné bylo v publiku 80 000 lidí. Dne 21. září 2007 skupina odehrála koncert v pronajaté hale newyorské Carnegie Hall.

## Členové skupiny

### 1968–1979
- Jožo Ráž – basová kytara, zpěv
- Vašo Patejdl – klávesy, zpěv
- Juraj Farkaš – sólová kytara, zpěv, housle
- Zdeno Baláž – bicí
- Boris Kopčák – trombon, vokál, housle
- Jozef J.Tekel – saxofon, vokál, housle, flétna
- Fero Turák – trubka, vokál, housle
- Peter Šišma – trubka
- Dalibor Moyzes - perkuse
- Pavol Duga – trubka
- Marián Broušek – trombon

### 1980–1985
- Jožo Ráž – basová kytara, zpěv
- Vašo Patejdl – klávesy, zpěv
- Juraj Farkaš – sólová kytara, zpěv
- Zdeno Baláž – bicí
- Ján Baláž – sólová kytara, zpěv

### 1986–1989
- Jožo Ráž – basová kytara, zpěv
- Ján Baláž – sólová kytara, zpěv
- Martin Karvaš – klávesy
- Gabo Szabó – bicí

### 1991–1995
- Jožo Ráž – basová kytara, zpěv
- Ján Baláž – sólová kytara, zpěv
- Peter Farnbauer – kytara, zpěv
- Ľubo Horňák – klávesy
- Juraj Kuchárek – bicí

### 1996–2003
- Jožo Ráž – basová kytara, zpěv
- Ján Baláž – sólová kytara, zpěv
- Vašo Patejdl – klávesy, zpěv
- Peter Farnbauer – kytara, zpěv
- Ľubo Horňák – klávesy
- Juraj Kuchárek – bicí

### 2004–2007
- Jožo Ráž – basová kytara, zpěv
- Ján Baláž – sólová kytara, zpěv
- Vašo Patejdl – klávesy, zpěv
- Peter Farnbauer – kytara, zpěv
- Ľubo Horňák – klávesy
- Juraj Kuchárek – bicí
- Henry Tóth – kytara

### 2008–2013
- Jožo Ráž – basová kytara, zpěv
- Ján Baláž – sólová kytara, zpěv
- Vašo Patejdl – klávesy, zpěv
- Peter Farnbauer – kytara, zpěv
- Ľubo Horňák – klávesy
- Henry Tóth – kytara
- Boris Brna – bicí

### 2014–2016
- Jožo Ráž – basová kytara, zpěv
- Ján Baláž – sólová kytara, zpěv
- Vašo Patejdl – klávesy, zpěv
- Peter Farnbauer – kytara, zpěv
- Ľubo Horňák – klávesy
- Boris Brna – bicí

### 2016–2023
- Jožo Ráž – basová kytara, zpěv
- Ján Baláž – sólová kytara, zpěv
- Vašo Patejdl – klávesy, zpěv
- Peter Farnbauer – kytara, zpěv
- Ľubo Horňák – klávesy
- Štefo Bugala – bicí

### 2024–dosud
- Jožo Ráž – basová kytara, zpěv
- Ján Baláž – sólová kytara, zpěv
- Peter Farnbauer – kytara, zpěv
- Ľubo Horňák – klávesy
- Štefo Bugala – bicí
- Pal'o Bartovic – klávesy

## Diskografie
Skupina vydala přes dvacet slovenských a pět anglických alb. Dále vydali mnoho výběrových disků, hlavně v letech 2000 až 2006. V Česku a na Slovensku se jich prodalo přes čtyři miliony kusů.[zdroj?]
- 1981 Ôsmy svetadiel
- 1982 Nie sme zlí
- 1983 Elán 3
- 1985 Hodina slovenčiny
- 1986 Detektívka
- 1988 Nebezpečný náklad
- 1989 Rabaka
- 1991 Netvor z čiernej hviezdy Q7A
- 1992 Legenda 1
- 1992 Legenda 2
- 1994 Hodina angličtiny
- 1995 Hodina nehy
- 1997 Hodina pravdy
- 1997 Legenda 3
- 1998 Legenda 4
- 1998 Elán Unplugged
- 1999 Jožo…
- 2000 Láska je stvorená
- 2000 Legenda 5 - Posledná…
- 2001 Otázniky/Všetko, čo máš
- 2001 Neviem byť sám 2001
- 2002 Elán 3000
- 2003 Tretie oko
- 2004 Elán: Megakoncert
- 2007 Unplugged – NY Carnagie hall
- 2010 Anjelska daň
- 2014 Živých nás nedostanú
- 2015 Kamaráti (6 CD)
- 2019 Zlodej slnečníc
- 2019 Najvyšší čas